# Phil Dowd

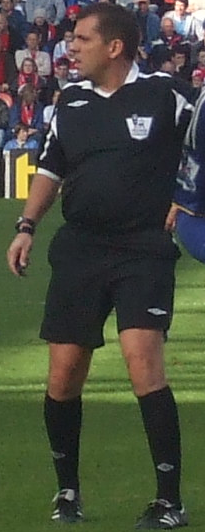
Phil Dowd (Oktober 2008)

Philip „Phil“ Dowd (* 26. Januar 1963) ist ein ehemaliger englischer Fußballschiedsrichter.

## Sportlicher Werdegang
Nachdem Dowd zunächst ab 1992 als Linienrichter in den Wettbewerben der Football League eingesetzt worden war, rückte er 1997 in den Kreis der Hauptschiedsrichter auf. 2001 wurde er in die Select Group aufgenommen und in der Folge in der Premier League eingesetzt. Nachdem er in der Spielzeit 2015/16 verletzungsbedingt ohne Einsatz geblieben war, beendete er anschließend seine aktive Laufbahn.
2005 leitete Dowd erstmals das Finalspiel eines nationalen Wettbewerbs, das Endspiel um die FA Trophy zwischen Grays Athletic und Hucknall Town wurde dabei wegen des Umbaus des Wembley-Stadions im Villa Park in Birmingham ausgetragen. Im folgenden Jahr unterstützte er beim Wettbewerb um den FA Cup 2005/06 als Vierter Offizieller Finalschiedsrichter Alan Wiley, als das im Cardiffer Millennium Stadium ausgetragene Duell zwischen dem FC Liverpool und West Ham United im Elfmeterschießen entschieden wurde. Im Finalspiel um den League Cup 2009/10 kam er erstmals im neuen Wembley-Stadion zum Einsatz, unter seiner Leitung holte Manchester United gegen Aston Villa den Titel. Im folgenden Sommer pfiff er das Manchester Derby um den FA Community Shield, United holte sich gegen Manchester City den Titel. Im Wettbewerb um den FA Cup 2011/12 kam er zu seinem dritten Wembley-Einsatz, als er das vom FC Chelsea gegen den FC Liverpool gewonnene Endspiel pfiff.